# آبشار ایستاتو
آبشار ایستاتو (به انگلیسی: Eastatoe Falls) آبشاری است که در جنگل ملی پیزگاه، کارولینای شمالی، ایالات متحده آمریکا واقع شده و ارتفاع کلی ریزشگاه آن ۶۰ فوت (۱۸ متر) است.